# Тиреоглобулін

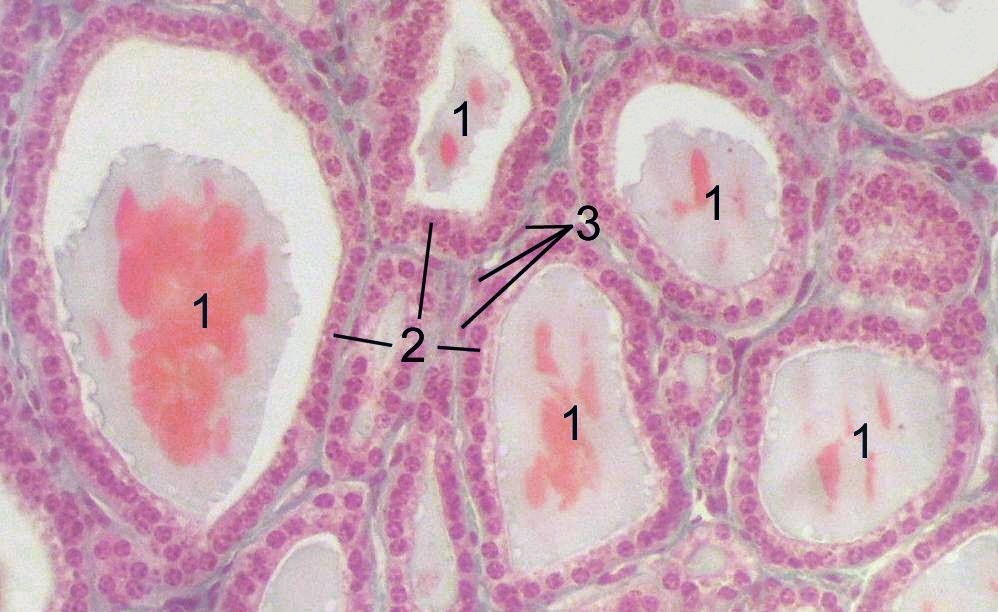
На мікрофотографії зображена гістологічна картина щитоподібної залози:
Фолікул, заповнений колоїдом (1), клітини фолікулярного епітелію (2), ендотеліальні клітини (3)

Тиреоглобулін (Тг) — це протеїн з масою 660 кДа, який продукують фолікулярні клітини щитоподібної залози та який накопичується в її структурно-функціональній одиниці — фолікулі як колоїд.
Не слід плутати тиреоглобулін з тироксин-зв'язувальним глобуліном, що відповідає за перенесення тиреоїдних гормонів в кров.

## Функція

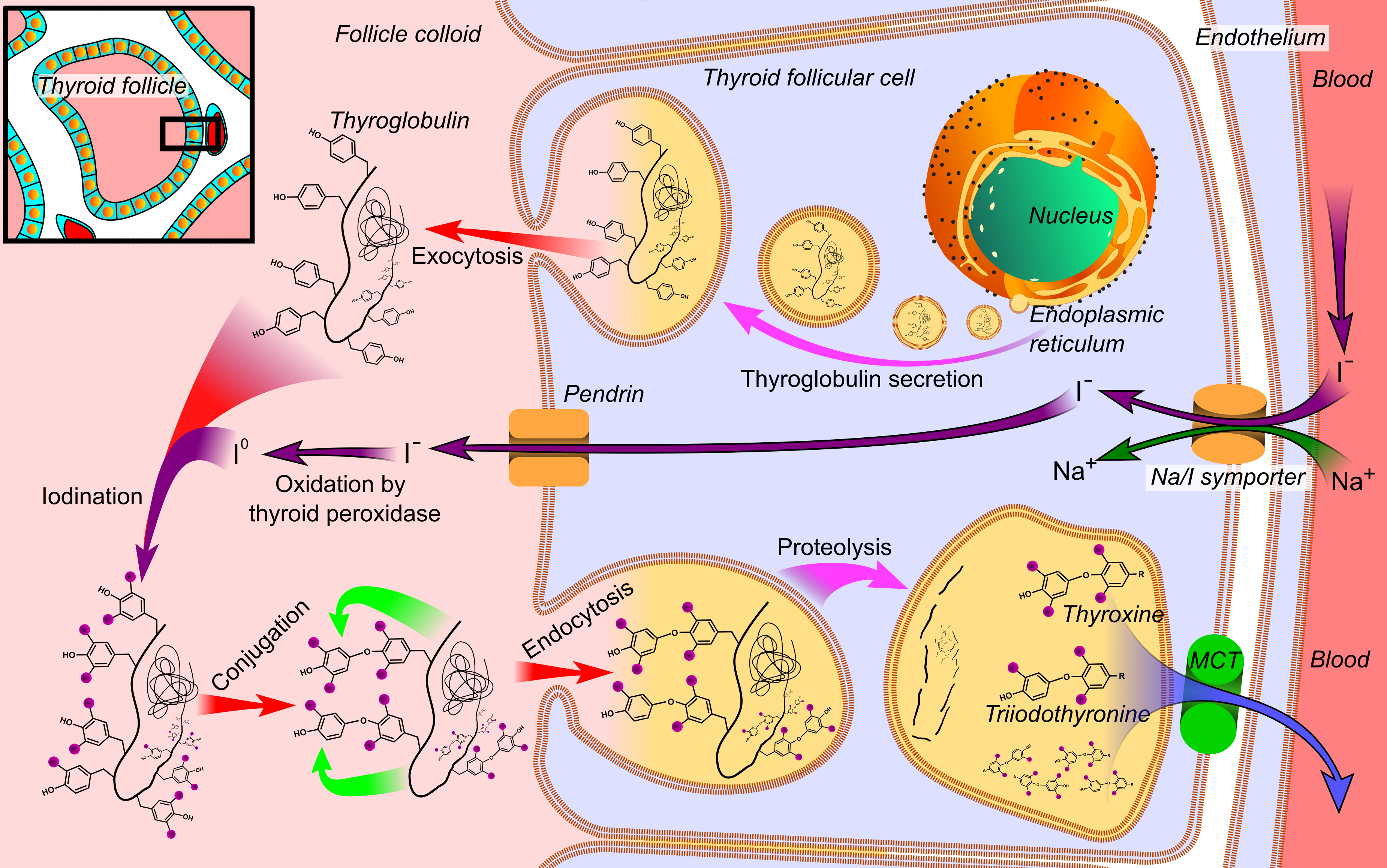
Схема участі тиреоглобуліну в синтезі тиреоїдних гормонів.

Тиреоглобулін є однією з складових частин, що необхідна для синтезу гормонів щитоподібної залози: тироксину (T4) та трийодтироніну (T3). В деяких дослідженнях повідомляється, що Тг та щитоподібна залоза є депо йоду в організмі, ресурси якого використовують в своєму метаболізмі інші органи: молочна залоза, шлунок, слинні залози, тимус, та ін. Достовірним фактом є те, що молекула тиреоглобуліну, що має приблизно 120 залишків тирозину, здатна формувати невелику кількість тиреоїдних гормонів (5-6 молекул T3 та T4).
Тг продукується тиреоцитами — епітеліальними клітинами щитоподібної залози, які формують фолікули, в просвіті яких і зберігається ТГ.
Через реакцію з ензимом тиреопероксидазою, йод ковалентно зв'язується з тирозиновим залишком молекули тиреоглобуліну, формуючи монойодтирозин (МЙТ) та дийодтирозин (ДЙТ).
- Тироксин — утворюється внаслідок об'єднання двох молекул ДЙТ
- Трийодтиронін утворюється внаслідок об'єднання молекули МЙТ та ДЙТ

Утворення тиреоїдних гормонів відбувається за наступною схемою: йодована молекула Тг розщеплюється протеазами лізосом, що вивільняє Т3 та Т4 в цитоплазму тиреоцита; потім Т3 та Т4 транспортуються через базолатеральну мембрану тиреоцита звідки потрапляють в кров'яне русло.

## Клінічне значення
Пацієнти, які хворі на Тиреоїдит Хашимото або хворобу Грейвса часто мають підвищений рівень антитіл до тиреоглобуліну; цей показник визначають з діагностичною метою.
Тг використовують як надійний прогностичний післяопераційний маркер диференційованого раку щитоподібної залози (папілярний та фолікулярний патгістологічні типи). Крім того, рівень Тг можу бути підвищений при хворобі Грейвса.

## Взаємодія з іншими молекулами
Тиреоглобулін показав певну взаємодію з імуноглобулін-зв'язуючим білком.